# American Relief Administration
Die American Relief Administration (ARA, deutsch Verwaltung des Amerikanischen Hilfswerks) war eine Regierungsunternehmung der Vereinigten Staaten, die beauftragt war, nach dem Ersten Weltkrieg in der Periode des Waffenstillstands Europas betroffene Völker in ausreichenden Mengen und gerechter Verteilung mit Lebensmitteln zu versorgen und bei der Wiederherstellung der inneren Transportsysteme mitzuhelfen. Privatisiert wirkte sie anschließend bis zum Jahr 1924 weiter als Kinderhilfswerk A.R.A. European Children’s Fund und erlebte während der russischen Hungersnot von 1921 ihren dramatischsten Einsatz.

## Das Dreivierteljahr als Regierungsunternehmung

### Bestandsaufnahme im Nachkriegs-Europa
Der spätere US-Präsident Herbert C. Hoover hatte als Vorsitzender der Lebensmittelverwaltung der Vereinigten Staaten schon Sorge dafür getragen, dass deren Kriegsverbündeten Weizen in ausreichender Menge zur Verfügung stand. Die ersten nach dem 11. November 1918 erfolgten Schätzungen des Angebots an Grundnahrungsmitteln auf dem europäischen Kontinent sahen jenes bei 60 Prozent durchschnittlicher Vorkriegsverhältnisse, die weithin bereits einem kargen Leben gleichbedeutend waren. Der Viehbestand war von 93,3 auf 18,4 Millionen Stück geschrumpft. Andererseits hatten die USA wegen des Krieges ihre landwirtschaftliche Produktion hochgefahren, ein abrupter Wegfall von Abnehmern würde für Erschütterungen sorgen.
Erste Ideen, Hoover mit einer Art Ernährungsmission in Übersee zu betrauen, waren schon im Juni 1918 gereift, als „Colonel“ Edward M. House Hilfsmaßnahmen im Westen des bolschewistischen Russland anregte – zu Ende gedacht ließ sich dies aber nicht mit der sibirischen Intervention in Einklang bringen. Die mit Hoover in enger Verbindung stehende Kommission für das Belgische Hilfswerk kam dem notwendigen Vorhaben schon nahe, war aber keine amerikanische Regierungsangelegenheit. Blieb nur die Ausweitung der Geschäfte der Amerikanischen Lebensmittelverwaltung und ihrer Getreidegesellschaft auf Europa. Hier landwirtschaftliche Überproduktion, dort darbende Völker – eigentlich hätte sich ein Warenfluss daraus von selbst ergeben müssen, doch traf man vor Ort auf unerwartete Hindernisse.

### Häkeleien unter Freunden
Die optimistischste Reaktion, auf die Hoover mit seinem Hilfsangebot in Europa stieß, war jene des tschechoslowakischen Außenministers Eduard Benesch, der mitteilte, sein Land brauche keine Unterstützung, nur um kurz darauf zur gegenteiligen Einsicht zu gelangen. Die Verhältnisse waren dort nicht anders als in den übrigen 25 Nationen, wo Lebensmittelknappheit für 300 bis 400 Millionen Menschen zum Problem werden konnte. Die Großmacht Großbritannien sah plötzlich die Chance, Lebensmittel auf dem Weltmarkt wieder billiger erwerben zu können und kümmerte sich wenig darum, dass die Getreidegesellschaft der Amerikanischen Lebensmittelverwaltung hinsichtlich garantierter Abnahmepreise im Wort stand. Letztlich waren aber selbst die Briten wieder auf die Getreidegesellschaft angewiesen, mit dem Effekt, nach dem Flirt mit dem Vertragsbruch mehr für die Mengeneinheit zahlen zu müssen als die Deutschen. Jene waren zunächst in doppelter Hinsicht von den Lieferungen ausgeschlossen. Präsident Woodrow Wilson hatte Hoover am 7. November 1918 aufgefordert, die Lebensmittelverwaltung der Vereinigten Staaten in eine neue Unternehmung zu verändern, deren Aufgabenbereich ein Hilfswerk und der Wiederaufbau sein sollte. Einen Monat später bezog Hoover mit seiner Organisation 50 Büroräume in der Avenue Montaigne 51 in Paris, für Unterstützung würden 2.500 von General John J. Pershing abkommandierte Offiziere und Mannschaften der amerikanischen Streitkräfte sorgen und die Kontrolle über deren Hilfsquellen nicht länger Sache der Alliierten sein. Im frühen Januar 1919 richtete außerdem die Getreidegesellschaft der Vereinigten Staaten in London ein Büro ein, mit Edward M. Flesh als Leiter. Ihr kam die Rolle der Geschäftsbevollmächtigten und Zahlstelle der American Relief Administration zu, deren Arbeit mit einem Gesetz (Nr. 274, 65er Kongress), das am 25. Februar 1919 in Kraft trat, eine solide Grundlage erhielt. So kam es zu 23,5 Millionen Tonnen Hilfslieferungen an die Alliierten während des Krieges und der Waffenstillstandsperiode, gefolgt von 13,2 Mio. Tonnen nach dem Friedensschluss. Ausgeschlossen waren von den Wohltaten ausdrücklich Deutschland, Österreich, Ungarn, Bulgarien und die Türkei, was auf einen Zusatzantrag des Senators Henry Cabot Lodge zurückzuführen war.

### Durch Lebensmittelblockade erzwungene Willfährigkeit
Ob gänzlich unbegründet, wie von Hoover gemutmaßt, oder nach den gigantischen Zerstörungen in Belgien und Frankreich auf berechtigten Befürchtungen fußend – die deutsche Regierung musste sich im Juni 1919 vom Ersten Generalquartiermeister Wilhelm Gröner überzeugen lassen, eine Wiederaufnahme der Kämpfe sei aussichtslos – war die Lebensmittelblockade nach Eintritt des Waffenstillstands monatelang fortgesetzt worden, verschärft durch ein Verbot des Fischfangs in Nord- und Ostsee. Der französische Marschall Ferdinand Foch machte kein Geheimnis daraus, dass dies als Druckmittel für den Friedensvertrag gedacht war. Schließlich kam die Blockade ein halbes Jahr nach dem Waffenstillstand zu einem Ende und es flossen 1,3 Millionen Tonnen Lebensmittel ins Deutsche Reich, von denen 110.000 Tonnen mit Gold für 320 Millionen Dollar sofort bar bezahlt wurden – so wie generell 46,5 Prozent der A.R.A.-Lebensmittel gegen Barzahlung vermittelt wurden. 9,2 Millionen Dollar Spenden aus den USA sicherten außerdem die Quäkerspeisung, die vom American Friends Service Committee mit Unterstützung der A.R.A. organisiert wurde. Die noch frisch im öffentlichen Bewusstsein präsente amerikanische Devise, „Lebensmittel werden den Krieg gewinnen“, ließ das Auftreten einer Regierungsorganisation noch nicht als angeraten erscheinen.
Die besonders unglückliche Situation der neuen Republik Österreich ist daran abzulesen, dass in kein europäisches Land – mit Ausnahme von Belgien – pro Kopf mehr Lebensmittel hineingepumpt werden mussten und an dem Spitzenwert für Zweigstellen des A.R.A.-Warehouse in Wien, wo Lebensmittelwechsel gegen A.R.A.-Lebensmittelpakete eingetauscht werden konnten. Mitarbeiter mit der Erfahrung des Belgischen Hilfswerks sorgten für eine Kinderspeisung, wobei aus der Not geborene Hilfsmittel wie die Pelidisi-Formel zur Auswahl der allerbedürftigsten verwendet wurden. Kommunistische Agitatoren fanden im hungernden Volk eine interessierte Zuhörerschaft und nur die Furcht vor einem gänzlichen Verlust der Lebensmittelhilfe nahm den Österreichern die Lust auf eine Revolution. Auf eine Bitte des A.R.A.-Direktors Hoover hin, hob der tschechoslowakische Präsident Masaryk ein Ausfuhrverbot für Kohle auf. Gehemmt durch die amerikanische Gesetzgebung, wurde für die Finanzierung der Lebensmittellieferungen ein Weg gewählt, bei dem beispielsweise Großbritannien zweckgebunden einen Kredit von 5 Mio. Dollar aus dem National Security and Defense Fund bekam, mit dem es bei der A.R.A. Waren für Österreich bestellte, für die A.R.A. ein Barverkauf, real aber doch ein Kredit. Insgesamt kamen Lieferungen für 145 Mio. Dollar zustande, von denen der amerikanische Anteil letztlich zu einem Geschenk wurde.

### Verschiedene Probleme in unterschiedlichen Ländern
Präsident Wilson hatte im Februar 1919 eine Summe von 100 Millionen Dollar bewilligt, die von der A.R.A. als reiner Zuschuss verwendet werden konnte, doch brachte man die Leistungen in den Nehmerländern, wenn sie nicht bar bezahlt wurden, auf Kreditbasis an, was die Erwartungen dämpfte und die Länder nicht wie Almosenempfänger dastehen ließ. Kaum einzutreibend erwiesen sich diese Forderungen letztlich größtenteils als eine Wohlfahrtsunterstützung durch die USA – spätestens 1933, als alle Länder mit Ausnahme Finnlands die Nichtanerkennung ihrer Schulden gegenüber den Vereinigten Staaten erklärten.
Der gewünschte Effekt war, in einem Land wie Polen, das innerhalb von vier Jahren vier feindliche Einmärsche erlebt hatte, den Kommunismus unattraktiv zu machen. Mancherorts hatten die Polen sieben Invasionen zu überstehen gehabt, auch die Mitarbeiter der A.R.A. machten in Lemberg noch die Erfahrung des Beschusses von Land und der Bombenabwürfe aus der Luft. Nach der russischen Herrschaft war es zu einem Bürgerkrieg in Finnland gekommen, bald war der Hunger das bestimmende Problem. Drohte für die A.R.A. die Frage des Schiffsraums überhaupt zu einer Katastrophe zu werden, gehörte zu Finnland das Phänomen, über Schiffe zu verfügen, die nicht in See stechen durften, da sie staatenlos geworden waren. Lange hoffte Frankreich auf einen Zusammenbruch des kommunistischen Russland – die Wiedereingliederung Finnlands wäre die Folge gewesen –, bis sich die „Großen Vier“ am 3. Mai 1919 zur Anerkennung Finnlands durchrangen. Im selben Monat blieb Herbert Hoover nichts anderes übrig, als den in Lettland als Oberbefehlshaber einer Besatzungsarmee fungierenden Rüdiger von der Goltz um eine Besetzung von Riga zu bitten, da anders eine Ernährung der Einwohner nicht möglich war. Was sich dann abspielte, war eine Ablösung von Rotem durch Weißen Terror. Auch in Estland hatte sich nach dem Einmarsch der russischen Roten Armee vom Dezember 1918 die Ernährungslage so verschlechtert, dass sich die Kindersterblichkeit auf 35 Prozent erhöhte.
In Südeuropa kannte Jugoslawien auf serbischem Gebiet einen Lebensmittelüberschuss, während man in den Provinzen an der Adria hungerte. Als Ungarn nach dem kommunistischen Zwischenspiel von Béla Kun durch die rumänische Armee geplündert worden war – man hatte es in den Jahren zuvor umgekehrt nicht anders gehalten –, bot sich für die A.R.A. ein weites Feld für den zweiten Punkt ihres Auftrags, der Verbesserung von Verkehrsverbindungen. Politisch am schwierigsten war das Vorgehen der A.R.A. gegenüber den Sowjets, zumal Winston Churchill am 14. Februar 1919 den Einmarsch der Alliierten forderte. Die Russen brauchten aber Nahrungsmittelhilfe und die A.R.A. hielt Ausschau nach einer neutralen Führungsperson. Der mit Hoover befreundete Fridtjof Nansen schien geeignet, musste aber vom norwegischen Premierminister gedrängt werden. Am 14. Mai 1919 stimmten die Sowjets prinzipiell einem Hilfswerk zu.

### Praktische Durchführung der Hilfeleistungen
Die Leitung des Amerikanischen Hilfswerks erhielt in Paris die Bedarfsmeldungen ihres an den kritischen Punkten befindlichen Personals und legte danach die Hilfsmaßnahmen fest, die vom „Supreme Council of Supply and Relief“ und später von der „Food Section of the Supreme Economic Council“ genehmigt und in Einklang mit Aktionen der Alliierten und anderer Hilfsorganisationen gebracht wurden. Sodann ging die Bestellung an die Getreidegesellschaft in London, die selbige an ihr New Yorker Büro telegraphierte. Jenes organisierte die Lebensmittelfrachter mit Anlaufpunkt Falmouth für die „Northern Relief“ (Nordhilfe, d. h. über Nord- oder Ostsee führend) und Gibraltar für die „Southern Relief“ (Südhilfe, d. h. über die Adria oder das Schwarze Meer führend). Paris erhielt eine Mitteilung über die Fracht und die voraussichtliche Ankunft und teilte nun London den Bedarfspunkt mit. Dorthin wurden die Schiffe vom Londoner Büro der Getreidegesellschaft aus dirigiert, sobald sie in den Bereich einer drahtlosen Verständigung kamen. Am Zielhafen wurde das Frachtgut meist den Behörden des Empfängerlandes übergeben oder eingelagert. Die Getreidegesellschaft kümmerte sich um die Zahlungsabwicklung, während A.R.A.-Abgesandte beobachteten, ob die Lieferungen wirklich die notleidenden Menschen erreichten. Besonders genau wurden für Zwecke der Kinderspeisung vorgesehene Lebensmittel im Auge behalten.

### Eindämmung einer Fleckfieber-Epidemie
Im April 1919 wurde beiderseits der Grenze des ehemaligen Zarenreichs von der Ostsee bis zum Schwarzen Meer vermehrt ein Auftreten von Fleckfieber beobachtet. Läuse galten als Überträger der Krankheit auf eine unterernährte Bevölkerung, die sich nach Kriegen häufig in Elendsquartieren wiederfand, alles Fett für die Ernährung verwendete und nicht für die Herstellung von Seife. In den westeuropäischen Hauptstädten sah man einen Flächenbrand auf sich zukommen, bei mutmaßlich einer Million Fällen mit 25-prozentiger Sterblichkeit bzw. mehr als 100.000 Toten pro Woche. Daher wurde westlich der von Fleckfieber betroffenen Zonen ein „sanitärer Kordon“ eingerichtet. Von der amerikanischen Armee kamen frische Kleidung, Haarschneidemaschinen, 250 Tonnen Seife und 500 tragbare Badeanlagen. Die britische Armee stiftete ihre Entlausungsausrüstung, desgleichen kam vom früheren deutschen Heer. Der Grenzverkehr wurde untersagt und die American Relief Administration entlauste nach Osten vorrückend jedes Dorf und kleidete die Bewohner neu ein, bis man die Epidemie im Griff hatte.

## Anschlussauftrag Kinderhilfswerk

### Die Privatisierung
Im Jahr 1919 hatte der Umsatz der A.R.A. 363 Millionen Dollar betragen, das Ende des offiziellen Einsatzes kam mit dem Friedensvertrag, doch wurden im Juli und August noch laufende Projekte abgearbeitet. Das Büro in Paris wurde aufgelöst, Personal entlassen, ebenso zog sich die Getreidegesellschaft aus London zurück nach New York.

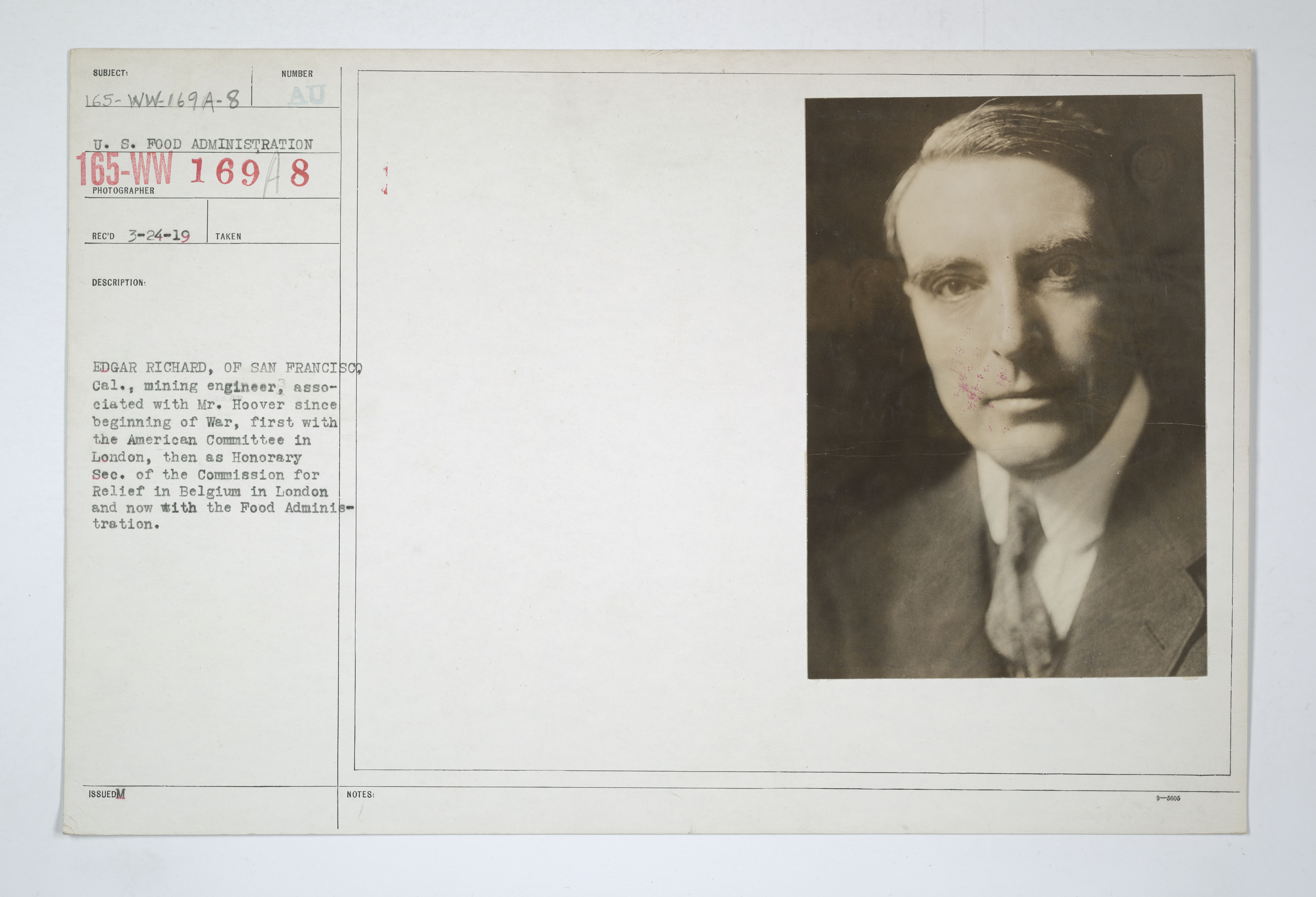
Edgar Rickard

10 bis 12 Millionen Kinder sah man zu Beginn des Einsatzes in einem erbarmungswürdigen Zustand, hier blieb noch Arbeit. Auf Anfrage schlossen sich die Leiter der ehemaligen Lebensmittelverwaltung Herbert Hoover an, und man gründete als privatrechtliche New Yorker Körperschaft den A.R.A. European Children’s Fund (Europäischer Kinderfonds), der mit einem Teil des alten Personals und der verbliebenen Ausrüstung nahtlos das Programm fortsetzte. Hoover wurde Präsident des E.C.F. (der unter dem gut eingeführten Namen „A.R.A.“ weiterarbeitete), Direktoren waren in den USA Edgar Rickard und für Europa Walter Lyman Brown, mit Büro in London. Startkapital waren die verbliebenen Mittel aus der Kongressbewilligung und aus des U.S. Präsidenten „National Security and Defense Fund“ bezahlte Waren, zusammen 16 Millionen Dollar wert. Als Nächstes eröffnete sich die Möglichkeit der Verwendung von Überschüssen aus Geschäften der Getreidegesellschaft, bis Hoover mit dem Rat für das Europäische Hilfswerk (Eurelcon) und dessen fulminanten „Hoover Drive“ genannten Sammelaktion weitere 29,5 Mio. Dollar auftrieb. Allerdings erfolgte die wirtschaftliche Erholung in Europa langsamer als erwartet, auch die 1920er Ernte fiel dürftiger aus als erhofft. Geschätzte 2,5 Millionen Kinder, darunter 1 Million deutsche Kinder, brauchten deshalb Hilfe bis 1921. Österreich und Polen waren 1922 die beiden Länder, in denen die letzten mitteleuropäischen Hilfsaktionen endeten.

### Systematische Speisung unterernährter Kinder
Belgien war nach dem Kriegsausbruch 1914 das erste Land mit Ernährungssorgen, trotz knapp ausreichender Hilfe brachten fast epidemisch auftretende Krankheiten die Erkenntnis, Kinder und werdende Mütter anders ernähren zu müssen. Hoovers Belgisches Hilfswerk richtete Mittagsmahlzeiten in Schulen ein, was der Anfälligkeit gegenüber Krankheiten abhalf: Man entwickelte einen großen Hartkeks aus Mehl, Zucker, Fett und Kakao, der alles enthielt, was Kinder zum körperlichen Wachstum benötigen. Die Produktion reichte, um 2,5 Millionen Kindern täglich einen Hartkeks geben zu können, zusammen mit Eintopf und Kondensmilch oder wenn möglich Frischmilch.
Diese Erfahrung ließ Hoover kurz nach der Gründung der A.R.A. für die Einrichtung eines „Children’s Relief Bureau“ in Paris sorgen, welches sich von Ende Februar 1919 an um Kinderspeisungen bei den meisten Nahrungsmittelabnehmern kümmerte. In rascher Folge hatten sich A. E. Peden und A. J. Carlson in der Leitung abgelöst, bis Walter L. Brown zum Zuge kam, dem Parmer Fuller und Maurice Pate zu Seite standen – letzterer brachte nach dem Zweiten Weltkrieg das bei der „Belgian Relief“ eingeübte System der Kinderspeisung in 40 Nationen zur Anwendung, er wurde 1947 Direktor der UNICEF. So gesellten sich schon in den neun Monaten als Behörde spezielle Vertreter der Kinderhilfe-Abteilung zu den A.R.A.-Hilfsmissionen, jedoch nur dort, wo es echten Bedarf gab. Zweitens musste dort unterschiedslos die Hilfe allen erwiesen unterernährten Kindern zukommen können, wofür drittens führende Bürger ein Organisationskomitee zu gründen bereit waren, das für Ausrüstungsgegenstände und den Transport sorgen würde. Man hatte viertens eine Aufsicht und Kontrolle der Verpflegungsmaßnahmen hinzunehmen, die fünftens in öffentlichen Suppenküchen zu erfolgen hatten. Letztlich sollten sich die A.R.A.-Leute aus den inneren Angelegenheiten des Nehmerlandes heraushalten und darauf beschränken, Lebensmittel, Bekleidung und Medikamente zu liefern. Der European Children’s Fund sorgte, die Sowjetrepubliken bis 1924 eingeschlossen, für 338.000 Tonnen Hilfsgüter im Wert von 58,4 Millionen Dollar.

## Die russische Hungersnot von 1921

### Auslöser für die Revolution – und für Revolten
Russland war 1891–92 von einer Hungersnot mit fast 400.000 Toten getroffen worden. Der regelmäßig wiederkehrende Nahrungsmittelmangel stellte sich prompt ein mit Beginn des Ersten Weltkriegs, wurde im Jahr 1916 zum Problem in Moskau und St. Petersburg und schließlich ein Faktor für die Revolution. Zwar konnte man örtlich exporttauglich Getreide produzieren, doch hatte Russland im europäischen Durchschnitt den geringsten Ertrag pro Einheit Anbaufläche. Der Krieg entzog der Landwirtschaft zwei Millionen Pferde und nachdem dort 1920–21 die Bolschewiken fast 42 Prozent der Getreideernte beschlagnahmt hatten, kam es zu Hungeraufständen in der Wolgadeutschen Republik. Die obendrein einsetzende Trockenheit führte zu einer Katastrophe, die sich im Sommer nicht mehr verheimlichen ließ. Dürre herrschte in der südlichen Ukraine, im Wolgatal von der Mündung über die am stärksten betroffene Gegend um Samara bis nach Kasan und die asiatische Grenze. Die Rolle desjenigen, der einen Hilfsappell an die Weltöffentlichkeit richtete, überließ die Regierung am 13. Juli 1921 dem Schriftsteller Maxim Gorki.

### Noch aktiv: Das Amerikanische Hilfswerk
Hoover war inzwischen als Handelsminister dem Kabinett des neuen Präsidenten Warren G. Harding beigetreten, hatte aber seine gut acht Ehrenämter wie bei der A.R.A. beibehalten. Er bot Maxim Gorki Hilfe zu den oben beschriebenen Bedingungen an, ergänzt um den Wunsch der Freilassung aller amerikanischer Gefangenen. Eine Antwort von Außenkommissar Kamenew leitete Verhandlungen ein, die zwischen Walter L. Brown und Maxim Litwinow in Riga geführt, am 20. August 1921 zu einem Abkommen führten. Die A.R.A.-Verantwortlichen nahmen zunächst an, jede Vereinbarung schlösse die Ukraine als vermeintlichen Teil Russlands mit ein. Für die Ukrainische Sozialistische Sowjetrepublik bestand allerdings deren Regierungschef Christian Rakowski auf einen separaten Vertrag – praktisch inhaltsgleich mit jenem von Riga –, der am 10. Januar 1922 unterzeichnet wurde.

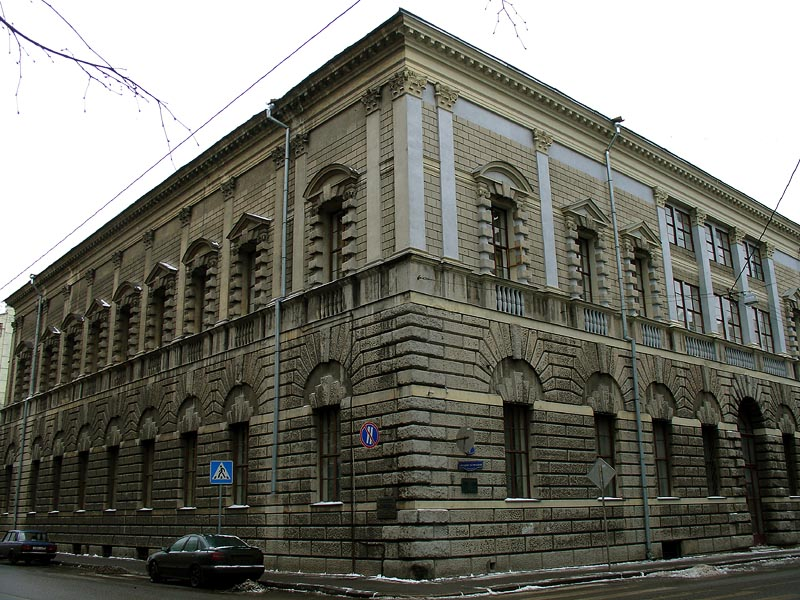
In Moskau diente das Gebäude Spiridonowka Straße 30 als Hauptquartier der American Relief Administration Russian Unit.

William N. Haskell, im Jahr zuvor noch Hochkommissar für Armenien, machte sich als Leiter der A.R.A. Russian Unit mit einem Stab von 200 Amerikanern daran, zeitweise bis zu 18 Millionen Menschen zu verpflegen – die Vorstellung von einem Hilfswerk nur für Kinder war rasch verpufft. Eine Beschaffung von Mitteln, nötig für Operationen derartigen Ausmaßes, sprengte den Rahmen des Bisherigen. Nachdem in den Vorjahren die amerikanische Spendenbereitschaft maximal beansprucht worden war, trübte eine wirtschaftliche Depression nun die Aussichten, zumal keine Zeit war für einen Sammelfeldzug. Mit fünf Millionen Eurelcon-Dollar, die übrig geblieben waren, kam als Rettung nur Bundeshilfe in Betracht. Halden von US-Mais könnten abgebaut werden, würden Geldmittel der Getreidegesellschaft dazu benutzt werden. Ein Gesetz vom 22. Dezember 1921 gab die Erlaubnis und 18,6 Millionen Dollar den entsprechenden Verwendungszweck. Nicht unkompliziert war die Handhabung von Zarengold, das Hoover den Sowjets abverlangte. Rund 12 Mio. Dollar erbrachte dies, nach Erlangung einer Einfuhrgenehmigung und Gewährung von Krediten, die durch dieses Gold gedeckt waren. Die Russen wollten dafür vorzugsweise Saatgetreide, das zeitig in die Erde musste, sollte es seinen Zweck noch erfüllen – was es tat. Schließlich hatte das Kriegsministerium noch überflüssige Bestände an Krankenhausbedarf, vier Millionen Dollar wert, die mit Gesetz vom 20. Januar 1922 ebenfalls der A.R.A. anvertraut wurden.

### Verteilung der Lebensmittel

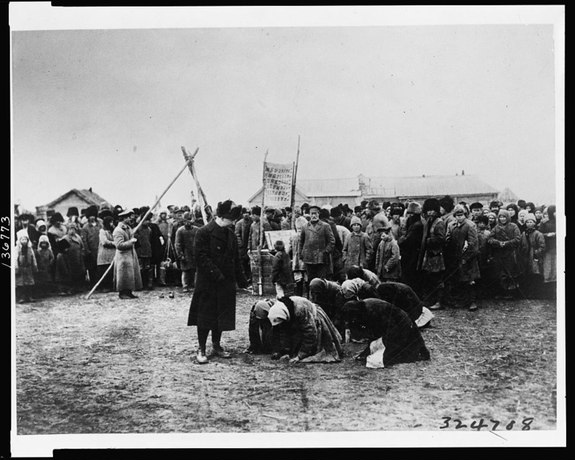
ARA-Helfer in Russland, 1922

Am 21. September 1921 wurden in Kasan aus importierten Lebensmitteln die ersten Mahlzeiten hergestellt. Angeliefert wurde an zehn Häfen, sechs an der Ostsee und vier am Schwarzen Meer. Ladevorrichtungen und Lagerhäuser mussten überholt werden, was möglich war. Nicht beschaffen ließen sich mehr Lokomotiven und Güterwaggons, was die A.R.A.-Leute in den Häfen auf tausenden Tonnen Lebensmitteln sitzen ließ, während sich im Land die Zahl der Verhungerten auf drei bis fünf Millionen erhöhte. Zwar wurden auch in den Sowjetrepubliken Suppenküchen eingerichtet, doch ließ sich die Essensausgabe nicht ganz wie in Mitteleuropa überwachen, da oft ein Schlittentransport in entlegene Gebiete vorangegangen war. Die Kinderspeisungen wurden mitfinanziert durch Gewinne aus den Verkäufen von Lebensmittelpaketen per Food-Draft, die fast eine Million Abnehmer fanden. Eine besondere Hilfsmaßnahme fand zugunsten der „Intelligenzija“ – darunter auch der Nobelpreisträger Iwan Pawlow – statt, da Intellektuelle anders als Bauern keine versteckten Reserven hatten und nicht wie die Arbeiter von der Regierung gezielt versorgt wurden. Ärzte, die gegen hungerbedingte Seuchen ankämpften, hatten selbst kaum etwas zu essen. Die größte Spende kam in diesem Zusammenhang mit 830.000 Dollar vom Laura Spelman Rockefeller Memorial. Bei der A.R.A.-Küche im ehemaligen Eremitage-Restaurant konnten in Moskau im Juni 1922 dreihundert Balletttänzer von der Primaballerina Anna Pawlowa gespendete Lebensmittelpakete abholen.

### Bekanntschaft mit der Komintern
Nach Beendigung der Hilfsmaßnahmen am 15. Juni 1923 bedankte sich Kamenew im Namen der Regierung „überschwänglich“ bei Hoover mit dem Versprechen, dass das Volk der UdSSR niemals die Hilfe vergessen würde, die ihm vom amerikanischen Volk mittels der A.R.A. zugekommen sei. Auch Alexander Eiduck, ein Tschekist, der bevollmächtigter Vertreter der russischen Regierung bei den ausländischen Hilfsorganisationen gewesen war, beschrieb in seinem Bericht noch das Wirken aller Hilfsorganisationen. Eine andere Entwicklung war jedoch längst im Gange. Hoovers Forderung nach Exterritorialität für die A.R.A.-Mitarbeiter hatte Lenin derart erbost, dass er an das Politbüro schrieb, man müsse Hoover bestrafen, ihm öffentlich ins Gesicht schlagen. Betraut mit der Aufgabe, dem „schlechten Eindruck“ abzuhelfen, den der Erfolg der ausländischen Hilfe den Sowjets eingebracht hatte, wurde Willi Münzenberg, ein Mann der Komintern, die unbelastete Schriftsteller wie Franz Jung an die Wolga schickte, mit dem gewünschten Ergebnis:
„Die Mitglieder der A.R.A. (American Relief Commission) verlangen, daß die Leute die Mütze abnehmen, wenn sie mit ihnen sprechen. Der eine, ein Mr. Rapp, hat eine Beschwerde eingereicht, daß einmal jemand gewagt hätte, ihn mit Genosse anzureden. Warum gibt man solchen Lumpen nicht den verdienten Fußtritt? Die Nansenvertreter sind nicht viel besser.“
Und:
„Ein großer Teil der Ara-Ware wandert aus [sic] den Basar. Man erhält dort Kondensmilch, Kakao und Mehl um ein Vielfaches billiger als sonst irgendwo in Rußland. Ich glaube, daß bald von Moskau die Hamsterer nach dem Hungergebiet fahren werden, um dort Milch und Kakao billig aufzukaufen.“
Obwohl Hoover in den USA im Verhältnis zu Münzenbergs Internationaler Arbeiterhilfe die sechshundertfache Summe an freiwilligen Spenden aufbringen konnte, hielt jener an der Generallinie fest:
„Das kapitalistische Ausland tat so gut wie nichts um zu helfen. Die einzige Hilfe, die vom Ausland kommen konnte, war die Hilfe des für die Räterepublik begeisterten Weltproletariats.“
Indes lernte Franz Jung die Tücken von Münzenbergs Propaganda-Tätigkeit näher kennen, als er mit acht Güterwaggons im Hafen Reval die Ankunft von 3000 Kisten „Konservenmilch aus Dänemark“ abwartete. Nichts kam, und Schluderei hätte Jung die sofortige standrechtliche Erschießung einbringen können, doch rettete ihn ein „Herr Fischer, der Leiter der American Relief Administration“, der bei den Spediteuren in Kopenhagen nachfragte und den Entladeort Riga herausfand: Es waren auch „nicht 3000 Kisten gewesen, sondern 3000 Büchsen“. Hoover beklagte sich noch in seinen Memoiren über kommunistische Presseleute und Redner, deren Auftrag in den USA gewesen sei, ihn zu verleumden.
Der Historiker Bertrand Patenaude stellte fest: „Hoover glaubte, dass, wenn er bloß die Russen vom Hunger befreien könnte, diese wieder zu ihrem Verstand kämen und ihre physische Stärke wiedererlangen würden, um sich von der Unterdrückung der Bolschewisten zu befreien.“ Auch Lenin gestand in seinem Bericht an den XI. Parteitag der KPdSU im Frühjahr 1922 ein: „In diesem Jahr haben wir völlig klar bewiesen, dass wir nicht zu wirtschaften verstehen. Entweder werden wir im nächsten Jahr das Gegenteil beweisen, oder die Sowjetmacht kann nicht weiterexistieren“. Die amerikanische Hilfsaktion führte somit auch zur Neuen Ökonomischen Politik, die durch Einführung von Marktmechanismen die Versorgungslage verbessern sollte. Im Jahr 1929 gestand Hoover ein, man habe die Sowjetunion nicht etwa destabilisieren können, sondern im Gegenteil „im Sattel gehalten“.

## Von Emile Francquis Alarmruf bis zum Festmahl der Sowjetbehörden – Resümee
Herbert Hoover waren in dem zehn Jahre dauernden Lebensabschnitt, der unter dem Zeichen der Nahrungsmittelversorgung stand, 375 Millionen Dollar zur wohltätigen Verwendung aus Spenden von Einzelpersonen und Gruppen anvertraut. Insgesamt, inklusive kriegswichtige Lieferungen, wurden 33,8 Millionen Tonnen Güter, hauptsächlich Lebensmittel, von Amerika nach Europa verfrachtet mit einem Wert von 5.234.028.208,56 Dollar. Ebenso wichtig wie der Milliardenbetrag sind die 56 Cent, drücken sie doch die Exaktheit der unter ihm gepflegten Buchhaltung aus. Diese ließ Anwürfe wie jenen von James A. Reed, Hoover habe Gelder des Belgischen Hilfswerks veruntreut, an ihm abperlen. Sie bescherte seinen Missionen aber auch eine gewisse Unbeweglichkeit wenn es galt, auf Forderungen zu reagieren, wie jener nach „Pajok“, von Leuten, die in Russland Lebensmittel transportierten und selbst hungerten. In diesem Fall kam man im Dezember 1921 zu einer Lösung. Hoovers wunderbare Fähigkeit, korrekte Entscheidungen in Notsituationen zu treffen, wurde seiner Ausbildung als Bergbauingenieur zugeschrieben. Nach Europa reiste er 1918 ab, nicht ohne vorher eine 50-Millionen-Dollar-Bestellung Lebensmittel abgegeben zu haben – eine Bewilligung durch den Kongress noch ausstehend. In jenen Jahren ging Bekanntheit oft einher mit dem Verschulden des Todes vieler Menschen, Hoover hatte ganz im Gegenteil Millionen vor dem Verhungern bewahrt.

## Nachweise
- Frank M. Surface / Raymond L. Bland: American Food in the World War and Reconstruction Period. Operations of the Organizations Under the Direction of Herbert Hoover 1914 to 1924, Stanford University Press, Stanford 1931. Volltext.
- Hermann Stöhr: So half Amerika. Die Auslandshilfe der Vereinigten Staaten 1812–1930, Ökumenischer Verlag, Stettin 1936, S. 151–172.
- Herbert Hoover: Memoiren (Bd. 1). Jahre der Abenteuer 1874–1920, Matthias-Grünewald-Verlag, Mainz 1951, S. 215–385.
- Herbert Hoover: Memoiren (Bd. 2). Das Kabinett und die Präsidentschaft 1920–1933, Matthias-Grünewald-Verlag, Mainz 1952, S. 20–28.
- Richard Pipes: Russia under the Bolshevik regime 1919–1924, London 1994, S. 412–419.